# 神鍋高原スキー場
神鍋高原スキー場（かんなべこうげんスキーじょう）は、兵庫県豊岡市の神鍋高原にあるスキー場の総称である。西日本では最古のスキー場で、現在3つのスキー場がある。

## 概要
1923年（大正12年）、地元の名士で当時の城崎郡西気村（のちの日高町、現在の豊岡市）の村長であった中島久太郎が神鍋高原での開発を発案したのが始まりとされる。翌年以降、スキー場としての開発が進み、1928年（昭和3年）には第1回全関西学生スキー選手権大会が開催された。この大会が開催された背景には、中島が神鍋高原をスキー場として有名にしようという考えがあった。
戦後（第二次世界大戦後）にはリフトが設置され、1957年（昭和32年）には第12回国民体育大会冬季大会（近畿地方では初開催）、1965年（昭和40年）には第20回国民体育大会冬季大会の会場となった。これにより来場者が増加し、最盛期の1970年代から1990年代にかけては1シーズンで最大40万人を超える来場者数を記録した。かつて神鍋高原には10か所のスキー場があったものの、来場者数の減少やスキー場の統廃合により現在の3か所までに減少している。
アップかんなべスキー場は神鍋山、奥神鍋・万場の両スキー場は蘇武岳北方に位置している。また、奥神鍋・万場スキー場は隣接しており、相互に往来が可能となっている。

## 現在のスキー場
- アップかんなべスキー場[2][4]
- 奥神鍋スキー場[1][3]
- 万場スキー場[3]

## 廃止されたゲレンデ
- アルペンローズスキー場 （2001年シーズンを休止後、廃止）[3]
- 大岡山キッズパーク（2004年、2005年シーズンを休止後、廃止）
- 神鍋ファミリースキー場
- 北神鍋スキー場[3]
- 蘇武口スキー場
- 名色スキー場（2009年シーズンを最後に廃止）[3]
- 山宮スキー場
- ささの尾ゲレンデ